# Lucifer (группа)
Λucifer (другие варианты написания — Lucifer, Aucifer) — японская рок-группа, известная по саундтреку к аниме «Kaikan Phrase».
Основана в 1999 году, распалась в начале 2003. Λucifer была создана специально, чтобы прорекламировать аниме «Kaikan Phrase». Группа официально дебютировала 15 сентября 1999 года с синглом «Datenshi Blue», после чего быстро приобрела популярность. Члены Λucifer взяли себе такие же псевдонимы, как у героев «Kaikan Phrase», за исключением вокалиста, который выступал под своим настоящим именем: Макото Косинака (яп. 越中睦).
Группа становилась все более популярной. В том же году она выпустила свой первый альбом, Limit Control. Авторами музыки стали TAKUYA (Judy and Mary), CHISATO (Penicillin), IPPEI и TAIZO (FEEL), но участники группы позже начали писать музыку самостоятельно. Далее последовали ещё альбомы и синглы. После завершения аниме участники группы решили продолжить совместные выступления.
25 октября 2002 года, по прошествии более чем двух с половиной лет с момента завершения аниме, Λucifer объявили о распаде. После чего они отправились в последний тур, состоящий из 9 концертов, «Λucifer Last Live 2002—2003 Energy», продлившийся с 16 декабря 2002 по 10 января 2003 года. 11 января 2003 года, после появления на тайском телевидении (что стало первым выступлением вне Японии), группа прекратила своё существование, и каждый из участников пошёл своим путём.
После распада Λucifer Макото занялся сольной карьерой (под своим собственным именем), причём Това и Санта помогали записывать музыку к его первому альбому Vibration. Това играет в двух группах: OLIVE SUNDAY и Birth of Life, Санта вместе с Товой участвует в OLIVE SUNDAY, а также записывает саундтреки. Юки — гитарист в группе, носящей название DUSTAR-3 (трэш-метал/панк-рок-группа собранная бывшими участниками Sex Machineguns), а Ацуро принимает участие в концертах разных рок и поп-исполнителей, например, Тиэко Кавабэ.
Группа возвращалась к выступлениям в 2010 и 2012 годах.

## Члены группы
- Макото Косинака — вокалист, псевдоним: «Макото»
- Дайсукэ Като — гитара, псевдоним: «Ацуро»
- Юки Масахико — гитара, псевдоним: «Юки»
- Тагути Томонори — бас-гитара, псевдоним: «Това»
- Абэ Тору — барабаны, псевдоним: «Санта»

## Дискография
| Дата выхода           | Название                                                     |        | Место в чарте |
| --------------------- | ------------------------------------------------------------ | ------ | ------------- |
| 15 сентября 1999 года | Datenshi BLUE (яп. 堕天使BLUE)                               | Сингл  | 16 место      |
| 3 ноября 1999 года    | C no Binetsu (яп. Cの微熱 C no Binetsu)                      | Сингл  | 8 место       |
| 8 декабря 1999 года   | LIMIT CONTROL                                                | Альбом | 6 место       |
| 16 февраля 2000 года  | Tokyo Illusion (яп. TOKYO幻想 TOKYO Gensou) / Lucy           | Сингл  | 11 место      |
| 7 июня 2000 года      | Carnation Crime                                              | Сингл  | 9 место       |
| 28 июня 2000 года     | Vision File Film: ESCAPE                                     | DVD    |               |
| 2 августа 2000 года   | Junk City                                                    | Сингл  | 9 место       |
| 8 ноября 2000 года    | Tsbasa                                                       | Сингл  | 11 место      |
| 21 февраля 2001 года  | BEATRIP                                                      | Альбом | 10 место      |
| 30 мая 2001 года      | Be-Trip Tour 2001                                            | DVD    |               |
| 1 августа 2001 года   | Hyper Sonic Soul                                             | Сингл  | 16 место      |
| 7 ноября 2001 года    | Vision File Film: ESCAPE 2                                   | DVD    |               |
| 6 февраля 2002 года   | Regret                                                       | Сингл  | 18 место      |
| 13 марта 2002 года    | ELEMENT OF LOVE                                              | Альбом | 17 место      |
| 7 августа 2002 года   | Realize                                                      | Сингл  | 15 место      |
| 5 декабря 2002 года   | THE BEST                                                     | Альбом | 15 место      |
| 26 марта 2003 года    | Last Tour 2002—2003 ENERGY TOUR FINAL AT TOKYO KOKUSAI FORUM | DVD    |               |